# Tłumacz literacki
Tłumacz literacki – osoba zajmująca się przekładem literackim, to znaczy tłumacząca dzieła literackie z jednego języka na drugi (przy czym zazwyczaj język źródłowy to język obcy, a język docelowy to język ojczysty tłumacza). 

## Definicja zawodu i status tłumacza literackiego
W wielu krajach europejskich, np. Francji, Hiszpanii, Niemczech, Szwecji, Wielkiej Brytanii, za tłumacza literackiego uznaje się autora przekładów dowolnych opublikowanych dzieł objętych ochroną prawa autorskiego, nie tylko literatury pięknej, ale też np. książek naukowych, przewodników czy podręczników. W innych krajach, m.in. w Czechach, na Litwie, w Norwegii, Szwajcarii, a także w Polsce, przyjmuje się definicję węższą: tłumacz literacki to autor przekładów dzieł należących do literatury pięknej (prozy, poezji, dramatów) oraz dzieł z gatunków pogranicznych, jak esej, pamiętnik, wspomnienia, reportaż literacki.
Europejska Rada Stowarzyszeń Tłumaczy Literackich CEATL do celów statystycznych dzieli tłumaczy na profesjonalnych – utrzymujących się przede wszystkim z przekładu oraz aktywnych – publikujących co najmniej jeden przekład literacki co dwa-trzy lata.

Z punktu widzenia polskiego prawa tłumacz literacki jest uznawany za twórcę, a przekład jest dziełem chronionym przez prawo autorskie tak samo jak oryginalne dzieła literackie. Postulaty dotyczące praw i obowiązków tłumacza zawiera między innymi Karta Tłumacza Polskiego opracowana przez Stowarzyszenie Tłumaczy Polskich, m.in. na podstawie Karty Tłumacza Międzynarodowej Federacji Tłumaczy (FIT) z 1963 roku.
Trudno ocenić liczbę tłumaczy literackich w Polsce, ponieważ większość tłumaczy jest niezrzeszonych, a żadna instytucja nie prowadziła dotychczas tego rodzaju statystyk. Liczba przekładów literackich ukazujących się rocznie w Polsce; w roku 2010 były to 2093 tytuły z literatury pięknej dla dorosłych; również nie jest dobrą wskazówką, ponieważ tłumacze publikują przekłady z bardzo różną częstotliwością.

## Kompetencje i kształcenie tłumaczy literackich
Wykonywanie zawodu tłumacza literackiego nie wymaga w Polsce żadnych oficjalnych dyplomów, licencji ani certyfikatów. Niezbędne są natomiast określone kompetencje, umiejętności i predyspozycje, w tym m.in. doskonała znajomość języka źródłowego i biegłość w posługiwaniu się językiem docelowym, wiedza o literaturze, talent literacki. 

### Placówki kształcące tłumaczy literackich
- Katedra UNESCO Uniwersytetu Jagiellońskiego. unesco.uj.edu.pl. [zarchiwizowane z tego adresu (2011-06-18)]. w Krakowie
- Uczelnia Vistula w Warszawie. uecs.pl. [zarchiwizowane z tego adresu (2010-09-03)].
- Zakład Translatoryki Instytutu Anglistyki Uniwersytetu Gdańskiego
- Instytut Badań Literackich

## Międzynarodowe organizacje tłumaczy
- Międzynarodowa Federacja Tłumaczy (FIT)
- Europejska Rada Stowarzyszeń Tłumaczy Literackich (CEATL)

## Polskie organizacje tłumaczy literackich
- Stowarzyszenie Tłumaczy Literatury
- Polski PEN Club
- Stowarzyszenie Tłumaczy Polskich